# Вербовий Сирт
Вербо́вий Сирт (рос. Вербовый Сырт) — селище у складі Первомайського району Оренбурзької області, Росія.

## Населення
Населення — 168 осіб (2010; 225 у 2002).
Національний склад (станом на 2002 рік):
- казахи — 58 %
- росіяни — 32 %